# Marcjan Wacławowicz Górski
Marcjan Wacławowicz Górski (Gurski) herbu Nałęcz (zm. przed 15 lutego 1633 roku) – chorąży wileński w latach 1612–1633.
Żonaty z Maryną Bohdanówną Sołomerecką.
Poseł powiatu wileńskiego na sejm 1621 roku.
Był wyznawcą kalwinizmu.